# معضلة السجينين

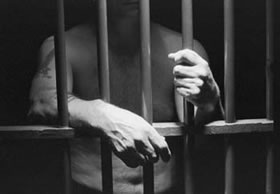

معضلة السجينَين هي النواة الأساسية لمشكلة التعاون ضمن نظرية الألعاب. تتضمن اللعبة متهمين، لا يملك المحقق أدلةً كافية على أي منهما لإثبات الجرم. الخيارات المتاحة أمام كل متهم أثناء التحقيق هي: إما أن يشهد على المتهم الآخر أمام القاضي، أو أن يلتزم الصمت. في حال آثر المتهمان الصمت، لا تستطيع المحكمة إثبات التهمة على أي منهما، ويحكم على كل منهما بالسجن ستة أشهر فقط. أما لو شهد أحد المتهمين على صاحبه، يخرج الشاهد دون حكم ويحكم على الآخر بالسجن عشر سنوات. إذا اختار كلا المتهمين أن يشهد على الآخر، يحكم على الاثنين بخمس سنوات من السجن. كلا المتهمين لا يعلم بقرار الآخر أثناء التحقيق معه.
| المتهم الأول | التزام الصمت | الاعتراف |
| التزام الصمت | 6 أشهر       | 10 سنوات |
| الاعتراف     | الحرية       | 5 سنوات  |

| المتهم الثاني | التزام الصمت | الاعتراف |
| ------------- | ------------ | -------- |
| التزام الصمت  | 6 أشهر       | الحرية   |
| الاعتراف      | 10 سنوات     | 5 سنوات  |

## المعضلة
ما يسبب معضلة السجينين هو غياب التواصل بينهما، لذلك تكمن المعضلة في الخيار العقلاني، عن طريق النظر إلى الخيارات المتاحة لأحد أطراف اللعبة، هو خيانة الشريك والاعتراف بصفته الاستراتيجية المهيمنة التي تؤدي بالنتيجة إلى أفضل المكاسب: وهي إما اطلاق السراح أو السجن لمدة خمسة سنين للجميع. فالخيار العقلاني يؤدي بشكل جمعي إلى سوء العاقبة: السجن للجميع خمس سنين، في حين أن الخيار اللاعقلاني - التزام الصمت - يؤدي جمعياً إلى عاقبة أقل سوءاً: السجن ستة أشهر. بعبارة تقنية أكثر، المعضلة إذاً هي في كون التوازن الفريد لهذه اللعبة ليست حلاً مثالياً لها.

### النموذج التكراري لمعضلة السجناء
النموذج التكراري لمعضلة السجناء يقوم على تكرار المواجهة مراتٍ عديدة، وبالتالي يكون لدى كل لاعب معرفةٌ بالقرارات السابقة للَاعب الآخر. دعا روبرت أكسلرود في عام 1979 إلى إجراء مسابقة حاسوبية لحل النموذج التكراري من هذه المعضلة تحديداً، ودعي الخبراء إلى إرسال حلول مقترحة. قام العديد من الرياضيين والاقتصاديين وعلماء النفس والاجتماع والسياسة باقتراح طرقٍ لاتخاذ القرار الأمثل عند كل مواجهة. الطريقة التي حققت أفضل النتائج كانت تدعى TiT-for-Tat وهي تقوم على مبدأ بسيط للغاية: تعاون في البداية، وعاقب كل من يخونك بمثل فعله. تبدأ هذه الطريقة بالتعاون، ثم تعيد في كل جولة لاحقة آخر إجراء قام به اللاعب الآخر: إن تعاون تتعاون، وإن خان فتخون.